# 感叹词
感叹词是用于表达各种感情的词。它与后面句子的其余成分无语法联系。

## 汉语中的感叹词
- 呀
- 天呀
- 媽呀
- 哎呀
- 哎喲
- 唉
- 哇
- 嘖
- 唷
- 喲

## 现代汉语
现代汉语的感叹词有“啊”、“哎呀”、“天呀”等。例：
- 哎呀，我把钥匙放在哪啦？

## 古代汉语
古代汉语中常见的感叹词有“呜呼”、“嗟夫”、“噫”等。例：
- 嗚呼！明王慎德，四夷咸賓。 （尚書）
- 嗚呼！師道之不復，可知矣。（韓愈《師說》）
- 嗟夫！予尝求古仁人之心，或异二者之为，何哉？不以物喜，不以己悲。 （范仲淹《岳阳楼记》）
- 噫！微斯人，吾谁与归？ （范仲淹《岳阳楼记》）

## 日本語
「はい」在日語中是對於問題表示肯定時所使用的感嘆詞。例：
- 「口上をわすれるな」「ハイかしこまりました」（「婦美車紫鹿子」，1774年 ）